# 카테리나 몬줄
카테리나 볼로디미리우나 몬줄(우크라이나어: Катерина Володимирівна Монзуль, Kateryna Volodymyrivna Monzul, 1981년 7월 5일 ~ )은 우크라이나의 여자 축구 심판이다. 2004년부터 국제축구연맹(FIFA) 주관 여성 대회의 심판을 맡고 있으며, 2011년부터는 페르샤 리하, 2016년부터는 우크라이나 프리미어리그 경기의 심판도 맡고 있다.

## 심판 경력

### 여자부

#### FIFA 여자 월드컵
2015년 FIFA 여자 월드컵
- 2015년 6월 6일:  캐나다 -  중화인민공화국 (A조)
- 2015년 6월 16일:  나이지리아 -  미국 (D조)
- 2015년 6월 27일:  오스트레일리아 -  일본 (8강전)
- 2015년 7월 5일:  미국 -  일본 (결승전)

2019년 FIFA 여자 월드컵
- 2019년 6월 12일:  독일 -  스페인 (B조)
- 2019년 6월 19일:  카메룬 -  뉴질랜드 (E조)
- 2019년 6월 28일:  프랑스 -  미국 (8강전)

#### FIFA 여자 월드컵 예선
2019년 FIFA 여자 월드컵 예선
- 2018년 11월 13일:  파나마 -  아르헨티나 (대륙 플레이오프 2차전)

#### FIFA U-20 여자 월드컵
2014년 FIFA U-20 여자 월드컵
- 2014년 8월 6일:  뉴질랜드 -  파라과이 (D조)
- 2014년 8월 13일:  대한민국 -  멕시코 (C조)

2018년 FIFA U-20 여자 월드컵
- 2018년 8월 5일:  프랑스 -  가나 (A조)
- 2018년 8월 9일:  스페인 -  일본 (C조)

#### FIFA U-17 여자 월드컵
2012년 FIFA U-17 여자 월드컵
- 2012년 9월 22일:  나이지리아 -  캐나다 (A조)
- 2012년 9월 26일:  멕시코 -  브라질 (C조)
- 2012년 10월 5일:  일본 -  가나 (8강전)

2014년 FIFA U-17 여자 월드컵
- 2014년 3월 16일:  중화인민공화국 -  나이지리아 (D조)
- 2014년 3월 22일:  캐나다 -  가나 (B조)

#### 올림픽
2016년 하계 올림픽 축구 여자
- 2016년 8월 3일:  미국 -  뉴질랜드 (G조)
- 2016년 8월 12일:  중화인민공화국 -  독일 (8강전)

#### UEFA 유럽 여자 축구 선수권 대회
UEFA 여자 유로 2009
- 2009년 8월 27일:  프랑스 -  독일 (B조)
- 2009년 8월 31일:  스웨덴 -  잉글랜드 (C조)

UEFA 여자 유로 2013
- 2013년 7월 12일:  잉글랜드 -  스페인 (C조)
- 2013년 7월 16일:  덴마크 -  핀란드 (A조)
- 2013년 7월 25일:  노르웨이 -  덴마크 (준결승전)

UEFA 여자 유로 2017
- 2017년 7월 16일:  덴마크 -  벨기에 (A조)
- 2017년 7월 21일:  독일 -  이탈리아 (B조)
- 2017년 7월 27일:  포르투갈 -  잉글랜드 (D조)
- 2017년 8월 3일:  덴마크 -  오스트리아 (준결승전)

UEFA 여자 유로 2022
- 2022년 7월 8일:  스페인 -  핀란드 (B조)
- 2022년 7월 15일:  오스트리아 -  노르웨이 (A조)
- 2022년 7월 22일:  스웨덴 -  벨기에 (8강전)
- 2022년 7월 31일:  잉글랜드 -  독일 (결승전)

### 남자부

#### UEFA 네이션스리그
2020-21년 UEFA 네이션스리그
- 2020년 11월 14일:  산마리노 -  지브롤터 (리그 D 2조)[1]

1. ↑  특이하게 남자 축구 경기에 여자 심판이 투입되었다.